# اکپاپ اوکویانگ
اکپاپ اوکویانگ (به لاتین: Akpap Okoyong) یک منطقهٔ مسکونی در نیجریه است که در Odukpani واقع شده‌است.